# Male hidroelektrane
Male hidroelektrane su postrojenja u kojima se potencijalna energija vode (transformirana energija sunčeva zračenja) najprije pretvara u kinetičku energiju njezinog strujanja (u statoru turbine), a potom u mehaničku energiju (u rotoru turbine) vrtnje vratila turbine te, konačno, u električnu energiju u generatoru. Svjetski energetski trend posljednjih godina je sve veći iskorak ka obnovljivim izvorima energije. Za male hidroelektrane se smatra da nemaju nikakav štetan utjecaj na okoliš, za razliku od velikih čija se štetnost opisuje kroz velike promjene ekosustava (gradnja velikih brana), utjecaji na tlo, poplavljivanje, utjecaji na slatkovodni živi svijet, povećana emisija metana i postojanje štetnih emisija u čitavom životnom ciklusu hidroelektrane koje su uglavnom vezane za period izgradnje elektrane, proizvodnje materijala i transport. Velike količine vode u cjevovodima pitke vode same se nameću kao potencijalni izvor energije. S obzirom na to da je protok kroz cjevovod postoji kod vodocrpilišta, posebno na dijelu cjevovoda oko izvorišta, vodosprema i crpilišta, gdje se tok vode kroz cijevi uglavnom postiže samom gravitacijskom silom, postavljanje turbine i pripadnih električnih generatora su zahvati koji ne ugrožavaju dobavu pitke vode, a istovremeno proizvode električnu energiju. Danas se za tehnologiju vezanu za hidroenergiju, koja se smatra obnovljivim izvorom energije, može reći da je tehnički najpoznatija i najrazvijenija na svjetskoj razini, s iznimno visokim stupnjem učinkovitosti. 22% svjetske proizvodnje električne energije dolazi iz malih i velikih hidroelektrana.
Pojam male hidroelektrane se može promatrati s različitih točaka gledišta i razlikuje se od zemlje do zemlje, zavisno o njezinom standardu, hidrološkim, meteorološkim, topografskim i morfološkim karakteristikama lokacije, te o stupnju tehnološkog razvoja i ekonomskom standardu zemlje. Razlika između hidroelektrana i malih hidroelektrana je u instaliranoj snazi. Granična snaga koja dijeli hidroelektrane na male hidroelektrane razlikuje se od zemlje do zemlje. Neke zemlje poput Portugala, Španjolske, Irske, Grčke i Belgije su prihvatila 10 MW kao gornju granicu instalirane snage za male hidroelektrane. U Italiji je granica 3 MW, u Švedskoj 1.5 MW, u Francuskoj 8 MW, u Indiji 15 MW, u Kini 25 MW. Međutim u Europi se sve više prihvaća kapacitet od 10 MW instalirane snage kao gornja granica i tu granicu je podržala Europska udruga malih hidroelektrana (ESHA), te Europska komisija. Prema 
postojećim propisima u Hrvatskoj, mala hidroelektrana, određena je kao postrojenje za iskorištavanje energije vodotokova s izlaznom električnom snagom od 10 kW do 10MW. Male hidroelektrane se često dalje kategoriziraju u male, mini i micro hidroelektrane.
Male hidroelektrane predstavljaju kombinaciju prednosti proizvodnje električne energije iz energije hidropotencijala i decentralizirane proizvodnje električne energije, dok istovremeno ne pokazuju negativan utjecaj na okoliš kao velike hidroelektrane.
U usporedbi s velikim navedene su samo neke od prednosti malih hidroelektrana su sljedeće:
- gotovo da nemaju nedostataka
- nema troška distribucije električne energije
- nema negativnog utjecaja na ekosustav kao kod velikih hidroelektrana
- jeftino održavanje

U Republici Hrvatskoj trenutno je u pogonu 18 hidroelektrana (izvor: "MAHE: program izgradnje malih hidroelektrana: prethodni rezultati i buduće aktivnosti", 1998.).

## Dijelovi male hidroelektrane
Sustav (male) hidroelektrane se sastoji od svih objekata i dijelova koji služe za skupljanje, dovođenje i odvođenje vode, za pretvaranje mehaničke u električnu energiju, za transformaciju i razvod el. energije. Razlikuju se sljedeći karakteristični dijelovi hidroelektrane: 
brana ili pregrada, zahvat, dovod, vodna komora, tlačni cjevovod, strojarnica (turbina, generator, ...) i odvod vode. 
Prema tipu hidroelektrane mogu neki od dijelova potpuno izostati, a u drugim slučajevima može isti dio preuzeti više funkcija.
Brane ili pregrade imaju višestruku namjenu tj. služe za skretanje vode s njezinoga prirodnog toka prema zahvatu hidroelektrane, povišenje razine vode radi postizanja boljeg pada i ostvarivanje akumulacije.
Zahvat vodu zaustavljenu pregradom prima i upućuje prema hidroelektrani. Postoje dva tipa zahvata, zahvat na površini i zahvat ispod površine.
Dovod spaja zahvat s vodnom komorom. Može biti izgrađen kao kanal ili tunel. Tunel može biti izgrađen kao tlačni ili gravitacijski, hidroelektrane s tlačnim tunelom su puno elastičnije u pogonu jer mogu bez ikakvih djelovanja slijediti promjene opterećenja.
Tlačni privod služi za vođenje vode iz vodne komore do turbine. Najćešće se izrađuju od čelika, a za manje padove i od betona.
Gravitacijski privod ima slobodno vodno lice. Profil je uglavnom trapeznog oblika. Izvodi se u kanalima i rovovima čija se konstrukcija izvodi tako da se postignu najmanji hidraulički gubici. 
Vodna komora se nalazi na kraju dovoda. Dimenzioniranje vodne komore ima velik utjecaj na pravilno funkcioniranje hedroelektrane.
U strojarnici se nalaze generatori zajedno s turbinama. Hidrogeneratori se rade pretežno u vertikalnoj izvedbi zbog ekonomičnije izvedbe hidrauličkog dijela elektrane. Hidrogeneratori s horizontalnom osovinom susreću se u postrojenjima manje snage ili kad dvije Pelton ili Francis turbine pogone jedan generator.
Na ulazu u tlačni cjevovod se nalazi zaporni uređaj koji ima sigurnosnu ulogu. On automatski sprječava daljni dotok vode u cjevovod ako pukne cijev. Postavljanje zapornih uređaja na dnu tlačnog cjevovoda ovisi o broju turbina koje su spojene na jedan cjevovod.

### Vodne turbine
Vodna turbina je pogonski stroj u kojem se potencijalna energija vode pretvara u kinetičku energiju, a zatim promjenom količine gibanja u radnom kolu, u mehaničku energiju vrtnje.
Vratilo turbinskog radnog kola spojeno je u pravilu s generatorom u kojem se mehanička energija vrtnje pretvara u električnu energiju.
S obzirom na način pretvorbe energije odnosno prema promjeni tlaka vode pri strujanju kroz radno kolo, vodne turbine dijele se na: pretlačne (reakcijske) i turbine slobodnog mlaza (akcijske, impulsne turbine).

#### Pretlačne turbine
Pretlačnim turbinama nazivaju se vodne turbine u kojima je tlak na ulazu u rotor veći od onoga na njegovom izlazu. U pretlačnim se turbinama dio potencijalne energije transformira u kinetičku energiju u statoru, a dio u rotoru. Zakretanje radnog kola uzrokuje promjena količine gibanja i reaktivne sile (razlika tlaka, Coriolisova sila i dr.)
U pretlačne turbine spadaju Francisova (konstruirao amerikanac Francis 1849.), Kaplanova (konstruirao Čeh Kaplan 1913.), Propelerna (Kaplanova s nepomičnim rotorskim lopaticama) i Deriazova (konstruirao švicarac Deriaz 1952.) turbina.

#### Turbine slobodnog mlaza
U turbinama slobodnog mlaza je tlak na ulazu u rotor jednak tlaku na njegovom izlazu, jer se sva potencijalna energija transformira u kinetičku energiju vode u statoru (sapnici) turbine. Zakretna sila nastaje samo na temelju promjene količine gibanja zbog skretanja mlaza u radnom kolu.
Turbine slobodnog mlaza su Pelton (konstruirao amerikanac Pelton 1878.), Turgo (varijacija Peltonove turbine, ali je projektirana da ima veću specifičnu brzinu) i Banki-Michell turbina (za velike vodene tokove i manje padove od Peltonove turbine, izvodi se s horizontalnom osovinom).

## Izvedbe malih hidroelektrana
Da bi se hidroelektrana smatrala malom hidroelektranom, s ciljem zaštite okoliša, pod samim pojmom se kategoriziraju energetski objekti koji iskorištavaju hidropotencijal, a istovremeno imaju sljedeća svojstva:
- karakterizira ih protočni rad ili iznimno mala akumulacija (minimiziran utjecaj na vodotok)
- paralelan rad s mrežom i ugradnja asinkronih generatora
- kod objekata s instaliranom snagom manjom od 100 kW nema gradnje trafostanice već se predviđa izvedba transformatora na stupu
- postrojenje se sastoji od brane (niskog preljevnog praga), dovodnog kanala i/ili cjevovoda, zgrade strojarnice i odvodnog kanala
- preljevni prag služi samo zato da uspori vodotok prije ulaska u dovodni kanal
- umjesto niskog preljevnog kanala može se upotrijebiti tzv. tirolski zahvat
- dovodni kanal zatvorenog tipa predviđen je samo za vođenje zahvaćene vode po strmim obroncima i većim dijelom je ukopan (može biti i potpuno ukopan)
- dovodni kanal otvorenog tipa predviđen je za veće količine vode i u pravilu se nalazi na manje strmim terenima
- tlačni cjevovod treba biti što manjih dimenzija i predviđen je da vodu najkraćim putem dovede do strojarnice
- zgrada strojarnice je što manjih gabarita i operacija je u potpunosti automatizirana
- odvodni kanal je otvoren i kratak i njime se voda vraća iz strojarnice u vodotok (ova voda je gotovo redovito jako obogaćena kisikom, tako da se ribe rado zadržavaju u ovom području)

Ako se pri kategorizaciji i projektiranju malih hidroelektrana drži ovih načela utjecaji na okoliš su svedeni na minimum.

### Niskotlačne MHE sa strojarnicom na dnu brane
Male hidroelektrane si ne mogu priuštiti gradnju velikih rezervoara ili akomulacija da se koriste zalihama vode kada je to najpogodnije. Cijena izgradnje relativno velike brane bi bila preskupa i ekonomski neisplativa. Ali ako je akomulacija već izgrađena za druge svrhe, kao što su zaštita od poplave, navodnjavanje, prikupljanje vode za velike gradove, rekreacijska područja ili slično, moguće je proizvoditi električnu energiju koristeći postojeći odvod ili prirodni tok rezervoara (akomulacije).

### Niskotlačne MHE sa sifonskim dovodom
U slučaju da brana nije previsoka može su ugraditi sifonski dovod. Integralni sifonski dovod omogućuje elegantnu izvedbu postrojenja, najčešće do visine 10 m i za postrojenje do 1000 kW, iako postoje postrojenja sa sifonskim dovodom s instaliranom snagom do 11 MW (Švedska) i visine do 35.5 m (SAD). 

### MHE integrirane unutar kanala za navodnjavanje
Postoje dvije izvedbe malih hidroelektrana koje koriste kanal za navodnjavanje:
1. Ako je kanal dovaljno velik za smještaj zahvata, strojernice, odvoda i bočnog obilaza za vodu. Da bi osigurali opskrbu vode za natapanje, izvedba mora sadržavati bočni obilaz u slučaju gašenja turbine. Ovakva izvedba zahtijeva projektiranje istovremeno kada i projetiranje kanala za natapanje, jer bi ugrađivanje u kanal koji je već u funkciji mogla biti vrlo skupa opcija. 
2. Ako kanal već postoji, pogodna opcija prikazana je na slici. Kanal bi trebao neznatno povećati za smještaj zahvata i preljeva. Da se širina zahvata reducira na minimum, treba ugraditi izduženi preljev. Od zahvata se voda kroz tlačni cjevovod dovodi do turbine, a zatim se kroz kratki ispust vraća u kanal. Uglavnom u kanalima nema migracije riba pa su prolazi za ribe nepotrebni.

### MHE ugrađena u vodoopskrbi sustav
Voda za piće se isporučuje u grad transportom vode iz povišenog rezervoara kroz cjevovod pod pritiskom. Uobičajeno, u takvim vrstama instalacije disipacija energije na nižem kraju cjevovoda, na ulasku u postrojenje za pročišćavanje vode, se ublažava korištenjem specijalnih ventila.
Smještanjem turbine na kraj cjevovoda, da pretvori ionako izguljenu energiju u električnu, je zgodna opcija, pod uvjetom da se uzbjegne vodeni udar. Da bi se osigurala trajna opskrba vodom mora biti ugrađen sustav obilaznih ventila. U nekim vodoopskrbnim sustavima turbina ima ispust u otvoreni bazen ili jezero. Sustav za kontrolu održava nivo vode u bazenu. U slučaju mehaničkog zastoja ili zastoja turbine, sustav obilaznih ventila također može održavati razinu vode u bazenu. U slučaju da glavni obilazni ventil ispadne iz pogona pojavljuje se pretlak, te se pomoćni obilazni ventil brzo otvori. Kontrolni sustavi su još složeniji u sustavima gdje je izlaz iz turbine podvrgnut protupritisku vodene mreže.

## Značajke hidroelektrana
Hidroelektrane u energetskom pogledu karakteriziraju s mogućom proizvodnjom, koja se obično izražava kao srednja godišnja proizvodnja u [GWh] i dobije kao aritmetička sredina mogućih godišnjih proizvidnji u promatranom dužem nizu godina za koje se raspolaže s podacima o ostvarenim dotocima. Pod pojmom „moguća proizvodnja“ podrazumijeva se maksimalna proizvodnja koja bi se mogla ostvariti korištenjem najveće količine raspoložive vode pod najpovoljnijim uvjetima, uzimajući u obzir veličinu izgradnje svake od hidroelektrana.
Iskoristivi volumen {\displaystyle V_{i}} ovisan je o veličini izgradnje {\displaystyle Q_{i}}(maksimalni protok koji HE može propustiti kroz postrojenje) i određuje se iz krivulje trajanja protoka Q=f(t).  
{\displaystyle V_{i}=\int _{0}^{Q_{i}}{t,dQ}}
Srednji iskoristivi protok je onaj konstantni protok u kojem bi za isto razdoblje na promatranom profilu toka protekla količina vode {\displaystyle V_{i}},   
{\displaystyle Q_{si}={\frac {V_{i}}{t_{0}}}={\frac {V_{i}}{31.54\cdot 10^{6}}}[m^{3}/s]}

### Neto snaga hidroelektrane
Tehnički iskoristiva energija vodotoka smanjena je zbog trenja u dovodima (tunel,tlačni cjevovod), te gubitaka protoka, što se definira kroz neto pad {\displaystyle H_{n}} (neto pad = bruto pad(prirodni) - gubici). Srednja iskoristiva snaga (neto snaga) koju hidroelektrana daje na priključcima generatora, može se odrediti iz jednadžbe:
{\displaystyle P=9.81\cdot \eta _{t}\cdot \eta _{g}\cdot Q_{si}\cdot H_{n}[kW]}
gdje je:
{\displaystyle \eta _{t}} - stupanj korisnog djelovanja turbine
{\displaystyle \eta _{g}} - stupanj korisnog djelovanja generatora
{\displaystyle Q_{si}} - srednji iskoristivi protok
{\displaystyle H_{n}} - raspoloživi neto pad [m]
Ukupni stupanj djelovanja {\displaystyle \eta =\eta _{t}\cdot \eta _{g}} pri normalnom opterećenju u modernim hidroelektranama iznosi i do 90%. Prosječno za veća postrojenja iznosi približno 80%, a za manja postrojenja približno 75%.

## Investicijski troškovi i troškovi pogona
Svako energetsko postrojenje, osim proizvodnje energije, također koristi i energiju za vlastiti rad. Ti troškovi se nazivaju pogonskim troškovima.
Kod vodoopskrbnih sustava u cjevovodima hidraulička snaga, koja se manifestira porastom tlaka anulira se prigušnim elementima koji su potrošači energije. Nadalje, samo prigušenje tlaka može se također dobiti postavljanjem turbina na pogodna mjesta u cjevovodu i time je iz vodoopskrbnog cjevovoda moguće dobiti dio energije potrebne za, npr., pogon pumpi. Ako je moguće dobiti suvišak energije, ta energija se može dalje eksploatirati ili prodavati, čime se minimiziraju pogonski troškovi postrojenja i dodatno proizvodi korisna energija uz ekonomske beneficije.
Problemi vezani za projektiranje i puštanje u rad male hidroelektrane leže u ekonomskim i zakonodavnim izvorima. Gradnja male hidroelektrane je ekonomski zahtjevan projekt i danas je u Republici Hrvatskoj glavni problem nezainteresiranost mjerodavnih tijela za ulaganja u obnovljive izvore energije, što isključuje i potrebno djelovanje državnih organa usmjereno na banke da se otvore ka ulaganju, jer tržišni interes banaka izostaje zbog niskih kamata za ovakve investicije (u svakom slučaju nižih kamata nego za ostale tržišne aktivnosti).
Dodatni problem predstavljaju česti neriješeni imovinsko-pravni odnosi na potencijalnim lokacijama izgradnje malih hidroelektrana ili implementacije istih u vodoopskrbne sustave, kao i neriješena katastarska pitanja i njihovo sporo rješavanje.
Općenito, velike hidroelektrane imaju malih poteškoća u nadmetanju s konvencionalom generacijom, ali male hidroelektrane, osobito vrlo male elektrane i one s malim padom, se mogu normalno nadmetati tamo gdje su uvedene naknade za vanjske troškove povezane s fosilnim gorivima i
nuklearnom energijom. Početni investicijski troškovi ulaganja po kW su veliki, ali su troškovi rada
MHE ekstremno niski, jer nema potrebe plaćati gorivo.
Potreban kapital za MHE ovisi o efektivnom padu, protoku, geološkim i zemljopisnim značajkama, opremi (turbine, generatori itd.) i građevinskim radovima, te o kontinuitetu toka.
Korištenjem postojećih brana, pregrada, rezervoara i jezera može značajno smanjiti ekološki utjecaj i troškove.
Elektrane s malim padom i velikim protokom zahtijevaju veća početna ulaganja, jer građevinski radovi i turbinska mehanizacija mora podnijeti veći protok vode.
Uzevši u obzir 5000 sati punog opterećenja na godinu, investicijski troškovi za malu hidroelektranu od 100 kW su u opsegu od 0,95 do 1,8 eura po kWh/god. ili od 475 000 do 900 000 eura, dok je za malu hidroelektranu od 2 MW taj raspon između 0,55 i 0,75 eura po kWh/god. ili između 5,5 i 7,5 milijuna eura.

### Investicijski troškovi i troškovi pogona MHE u Hrvatskoj
Procjena investicijskih troškova
1. kategorija vodotokova (108 poteza, srednje vrijednosti H = 16,62 m, Q = 8,04 m3/s, P = 791,3 kW) : do 2500 €/kW
2. kategorija vodotokova (244 poteza, srednje vrijednosti H = 5,33 m, Q = 9,81 m3/s, P = 247,35 kW) : 2500 – 4500 €/kW
3. kategorija vodotokova (231 potez, srednje vrijednosti H = 3,11 m, Q = 6,69 m3/s, P = 95,47 kW) : 4500 – 6000 €/kW
4. kategorija vodotokova (111 potez, srednje vrijednosti H = 0,99 m, Q = 13,08 m3/s, P = 73,53 kW) : preko 6000 €/kW
Za neke MHE u pogonu u Hrvatskoj troškovi pogona iznose od 1,3 do 2,5 €/MWh. Tako su pogonski troškovi prema iskustvenim podatcima iz prakse za malu hidroelektranu Roški slap (1,4 MW) oko 18,37 kn/MWh (oko 2,48 €/MWh), a za malu hidroelektranu Varaždin (585 kW) oko 10 kn/MWh (oko 1,35 €/MWh).

## Ekološki utjecaji

### Prednosti
- MHE su ekološki vrlo prihvatljive, proizvodnjom električne energije nema emisije ugljičnog-dioksida u okoliš što je izrazito važno.

- Smanjuje se potrošnja fosilnih goriva.

- Pomažu u zaštiti od poplava, ne zahtijevaju korištenje velikih površina.

- Sigurnija i pouzdanija opskrba električnom energijom, stupanj djelovanja do 90%, mali pogonski troškovi.

- Pozitivan društveni utjecaj na regiju (zapošljavanje i sl.)

Jedan GWh električne energije proizvedene u MHE znači:
- izbjegavanje emisije od 480 tona ugljičnog-dioksida (CO2),

- opskrbu električnom energijom kroz jednu godinu za 250 kućanstava u razvijenim zemljama, a za 450 kućanstava u zemljama u razvoju,

- uštedu 220 tona goriva ili uštedu 335 tona ugljena

### Nedostaci
Iako u znatno manjoj mjeri u odnosu na velike HE (ne utječu na promjene vodotoka), vjerojatan je utjecaj na lokalnoj flori i fauni (migracije i ozljede riba, kvaliteta vode nizvodno i sl.) te se definiraju mjere za zaštitu okoliša koje se mogu poduzeti da se ublaže ti utjecaji:
- Rezervni tok

- Prolazi za ribe

- Skupljanje i skladištenje smeća

- Višenamjenski pogoni

- Tehnike za smanjenje buke i vibracije

- Prijateljske turbine za ribe

- Bio-dizajn

## Male hidroelektrane u svijetu
Azija, osobito Kina je postala predvodnik u proizvodnji hidroelektrične energije. Današnji razvoj u Australiji i Novom Zelandu se fokusira na male hidroelektrane. Kanada, zemlja s dugom tradicijom korištenja hidroenergije, razvija male hidroelektrane kao zamjenu za dizel elektrane u udaljenim sredinama bez razvedene električne mreže. Tržišta kao što su Južna Amerika, bivši Sovjetski savez i Afrika također imaju veliki, netaknuti potencijal. 2000. svjetska instalirana snaga MHE je bila oko 37 GW. Samo 2005. porast od 8 % u odnosu na 2004. i tada je iznosila 66 GW, što je
porast u odnosu na 2000. za čak 78%!. Više od 50 % u Kini (38.5 GW), slijedi Japan s 3.5 GW, te SAD s 3 GW. Ipak, to je u odnosu na svjetsku potrošnju primarne snage (15 TW) samo oko 0,5%, a u svjetskoj proizvodnji električne energije (2006.) oko 5,12 %.
Europa  je druga u svjetskom doprinosu u proizvodnji električne energije iz malih hidroelektrana, odmah iza Azije. Hidroenergija ima oko 84% udjela u ukupnoj proizvodnji električne energije iz obnovljivih izvora u EU-27 i oko 13% ukupne proizvodnje električne energije u EU-15. 2001. male hidroelektrane su u EU-15 doprinijele oko 2% u ukupnoj proizvodnji električne energije, te oko 9% u ukupnoj proizvodnji električne energije iz obnovljivih izvora energije. MHE broje oko približno 4.6% ukupne hidroenergetske proizvodnje u novim članicama Europske unije i Turskoj. Niti jedan od drugih obnovljivih oblika energije (vjetar, biomasa, fotonaponske članke i sl.), u tim zemljama, se ne može mjeriti s malim hidroelektranama. EU-15: u pogonu oko 14000 MHE s prosječnom instaliranom snagom od 0.7 MW. Nove članice: EU-10 imaju oko 2800 MHE, prosječne snage 0.3 MW, Rumunjska, Bugarska i Turska oko 400 MHE, prosječne snage 1.6 MW.

## Male hidroelektrane u Hrvatskoj

### Povijest
Iako se energija rijeka i potoka u Hrvatskoj koristila tisućama godina (za pogon mlinova i sl.), sustavna istraživanja mogućnosti za njezino iskorištavanje u hidroenergetske svrhe u malim hidroelektranama na području Hrvatske započela su tek 1980. godine.
Jedan od tih vodotokova na kojem postoje brojne mogućnosti za izgradnju malih hidroelektrana pregradnjom postojećih ili napuštenih mlinova (vodenica) je rijeka Mrežnica. Njezina ukupna duljina iznosi 64 km, visinska razlika 148 m, a prosječni godišnji protok 34 m3/s. Ono po čemu je Mrežnica najpoznatija su čak 93 sedrena slapa između kojih su stvoreni ujezereni dijelovi rijeke. Na čak 49 tih slapova tijekom povijesti ljudi su izgradili vodenice za pogon mlinova, a kako je danas najveći dio tih mlinova napušten ili zapušten, postoje velike mogućnosti za njihovu pregradnju u male hidroelektrane.
Popis malih hidroelektrana u RH (izvor: "MAHE: program izgradnje malih hidroelektrana: prethodni rezultati i buduće aktivnosti", 1998.) :
- HE Jaruga (5,6 MW);
- MHE Ozalj I (3,6 MW);
- MHE Roški Slap (1,764 MW);
- MHE Tvornica cementa Majdan (1,2 MW) - trenutno ne radi;
- MHE Zeleni Vir (1,7 MW);
- MHE Pamučna industrija Duga Resa (1,1 MW)
- MHE Ozalj II (2,2 MW)
- MHE Zavrelje (2 MW)
- mHE Čakovec (0,34 MW)
- mHE Krčić (0,44 MW)
- MHE Dubrava	(0,68 MW)
- MHE Finvest I (1,26 MW)
- μHE Finvest II (0,03 MW)
- mHE Pleternica (0,22 MW)
- μHE Bujan - Kupčina (30 kW) (0,045 MW)
- Orljava 7 - Požeška Koprivnica (0,065 MW)
- mHE Mataković (0,015 MW)
- Pribranske elektrane biološkog minimuma :
- MHE Varaždin (0,585 MW) μHE Bujan - Kupčina (30 kW)
- MHE Čakovec (1,1 MW)
- MHE Dubrava (1,12 MW)

### Stanje korištenja MHE u Hrvatskoj
Postojeći modeli i programi za planiranje i izgradnju EES-a podcjenjuju
ulogu malih hidroelektrana u sustavu i gospodarstvu prvenstveno zbog toga što njihovu ulogu vrednuju prvenstveno kroz snagu objekta. Postojeća metodologija planiranja izgradnje MHE pokazala se neosjetljivom na suvremene zahtjeve za zaštitom prirode i okoliša te kulturne baštine.
Važeća zakonska regulativa ne prepoznaje objekte MHE na adekvatan način, pa su procedure za dobivanje dozvola i suglasnosti dugotrajne i složene, kao da se radi o znatno većim i opsežnijim projektima.
U našoj zemlji vrlo mali broj MHE je u pogonu, pogotovo ako se vrši usporedba sa susjednim zemljama (Slovenija, Austrija, ...).
Istraživanje potencijalnih lokacija za MHE u Hrvatskoj uključuje: mjerenje protoka tijekom godina, određivanje krivulje trajanja protoka, ispitivanje izvedivosti i cijene projekta, princip diskvalificiranja lokacije uz minimiziranje ulaganja, hidrologija, ekologija, prostorni planovi, utjecaj na kulturnu baštinu i život...
U Hrvatskoj od 77 lokacija isključeno je 52: 33 (prostorno planska ograničenja), 18 (zaštita okoliša i kulturna baština), dvije lokacije su spojene u jednu novim rješenjem.
Preostalo 25 lokacija (77 -> 32 MW ⇒ 25 -> 7,8 MW).

## Vanjske poveznice
- Energetika-net  Arhivirana inačica izvorne stranice od 3. rujna 2011. (Wayback Machine)
- Energetski institut Hrvoje Požar  Arhivirana inačica izvorne stranice od 14. veljače 2011. (Wayback Machine)
- Portal Moja Energija  Arhivirana inačica izvorne stranice od 12. listopada 2018. (Wayback Machine)
- Our-Energy  Arhivirana inačica izvorne stranice od 12. lipnja 2008. (Wayback Machine)
- Fakultet strojarstva i brodogradnje, Zagreb Energetika  Arhivirana inačica izvorne stranice od 11. lipnja 2010. (Wayback Machine)